# Canton de Lisieux-1
Le canton de Lisieux-1 est une ancienne division administrative française située dans le département du Calvados et la région Basse-Normandie.

## Géographie
Ce canton est organisé autour de Lisieux dans l'arrondissement de Lisieux. Son altitude varie de 31 m (Ouilly-le-Vicomte) à 194 m (Cordebugle) pour une altitude moyenne de 101 m.

## Représentation

### Conseillers d'arrondissement (de 1833 à 1940)
Le canton de Lisieux-1 avait deux conseillers d'arrondissement.
| Période                                  | Période      | Identité                            | Étiquette           | Qualité |
| ---------------------------------------- | ------------ | ----------------------------------- | ------------------- | --- |
| 1833                                     | 1842         | Paul-Pascal Lebret du Désert        |                     | Président honoraire du tribunal civil de Lisieux                                                            |
| 1833                                     | 1842         | Jacques Guillaume Ricquier          |                     | Négociant, adjoint au maire de Lisieux                                                                      |
| 1842                                     | 1867         | Théodore Delaporte                  |                     | Avoué à Lisieux                                                                                             |
| 1842                                     | 1852         | Nicolas Bourdon                     |                     | Avocat à Lisieux                                                                                            |
| 1852                                     | 1871         | Pierre Gaspard Mariolle             |                     | Maire de Fauguernon                                                                                         |
| 1871                                     | 1884         | M. Lecarpentier                     |                     | Manufacturier en lainages, adjoint au maire de Lisieux, ancien président du tribunal de commerce            |
| 1871                                     | 1884         | Alfred Jeanne-Deslandes (1835-1917) |                     | Constructeur de chemins de fer, adjoint au maire de Saint-Jacques-de-Lisieux                                |
| 1884                                     | 1931         | Jean Samson (1842-1935)             | Libéral             | Manufacturier à Lisieux                                                                                     |
| 1884                                     | 1898         | Martin Vesque                       |                     | Pharmacien à Lisieux                                                                                        |
| 1898                                     | 1901         | Paul Boivin-Champeaux               | Gauche démocratique | Avocat, maire de Moyaux                                                                                     |
| 1901                                     | 1932 (décès) | Arthur Lesigne (1857-1932)          | Radical             | Médecin, maire de Lisieux (1909-1932), président du conseil d'arrondissement                                |
| 1931                                     | 1933 (décès) | Alexandre Hamon                     | RG                  | Industriel agricole, maire d'Ouilly-le-Vicomte                                                              |
| 1932                                     | 1940         | Gustave Vatel                       | RG                  | Propriétaire, maire de Marolles                                                                             |
| 1933                                     | 1940         | Abel Mariolle                       | RG                  | Propriétaire agriculteur, maire d'Hermival-les-Vaux                                                         |
| 1940                                     |              |                                     |                     | Les conseils d'arrondissement ont été suspendus par la loi du 12 octobre 1940 et n'ont jamais été réactivés |
| Les données manquantes sont à compléter. |              |                                     |                     | |

### Conseillers généraux de 1833 à 2015
| Période | Période          | Identité                                  | Étiquette           | Qualité |
| ------- | ---------------- | ----------------------------------------- | ------------------- | --- |
| 1833    | 1842 (démission) | Pierre Leroy-Beaulieu                     | Droite              | Propriétaire, avocat, maire de Lisieux, député (1849-1857), préfet du Lot                                         |
| 1842    | 1852             | Baron Pierre Demortreux                   | Gauche              | Président du tribunal civil de Lisieux, député (1848-1849)                                                        |
| 1852    | 1882 (démission) | Nicolas Bourdon                           | Droite              | Président honoraire du tribunal civil de Lisieux, conseiller d'arrondissement                                     |
| 1882    | 1901 (démission) | Alfred Fleuriot                           | Droite              | Docteur en médecine, conseiller municipal de Lisieux                                                              |
| 1901    | 1925 (décès)     | Paul Boivin-Champeaux                     | Gauche démocratique | Avocat, conseiller d'arrondissement, maire de Moyaux, sénateur (1907-1925)                                        |
| 1925    | 1940             | Jean Boivin-Champeaux (fils du précédent) | URD                 | Avocat, sénateur (1928-1940), président du conseil général (1927-1940), maire de Pierrefitte-en-Auge              |
|         |                  |                                           |                     | |
| 1945    | 1954 (décès)     | Jean Boivin-Champeaux (inéligible)        | DVD-CNIP            | Avocat, sénateur (1928-1940 et 1946-1954), président du conseil général (1945-1954), maire de Pierrefitte-en-Auge |
| 1955    | 1961             | Jacques Descours Desacres                 | CNIP                | Agriculteur, sénateur (1955-1989), maire d'Ouilly-le-Vicomte                                                      |
| 1961    | 1967             | Philippe Charles                          | UNR puis CD         | Chef d'entreprise, maire de Moyaux                                                                                |
| 1967    | 1992             | Jacques Descours Desacres                 | CNIP                | Sénateur jusqu'en 1989, maire d'Ouilly-le-Vicomte                                                                 |
| 1992    | 2015             | Bernard Aubril                            | DVD puis UMP        | Directeur d'école, maire de Lisieux, vice-président du conseil général                                            |

La partie de Lisieux comprise dans ce canton participait (comme le reste de la commune) à l'élection du député de la troisième circonscription du Calvados, les autres communes de celui de la quatrième.

## Composition

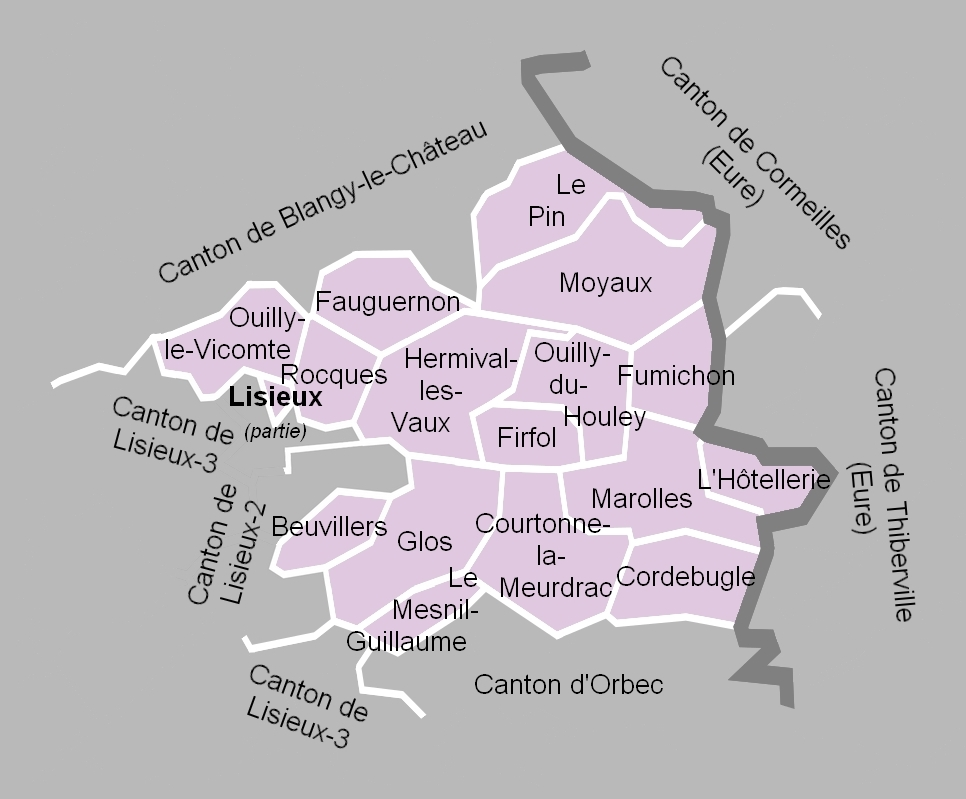
La carte des communes du canton. Les cantons limitrophes étaient ceux de Blangy-le-Château, de Cormeilles, de Thiberville, d'Orbec, de Lisieux-3 et de Lisieux-2.

Le canton de Lisieux-1 comptait 13 612 habitants en 2012 (population municipale). Il se composait d’une fraction de la commune de Lisieux et de seize autres communes :
- Beuvillers ;
- Cordebugle ;
- Courtonne-la-Meurdrac ;
- Fauguernon ;
- Firfol ;
- Fumichon ;
- Glos ;
- Hermival-les-Vaux ;
- L'Hôtellerie ;
- Lisieux (fraction) ;
- Marolles ;
- Le Mesnil-Guillaume ;
- Moyaux ;
- Ouilly-du-Houley ;
- Ouilly-le-Vicomte ;
- Le Pin ;
- Rocques.

À la suite du redécoupage des cantons pour 2015, les communes de Beuvillers, Cordebugle, Courtonne-la-Meurdrac, Glos, L'Hôtellerie, Lisieux (en totalité), Marolles (Calvados) et Le Mesnil-Guillaume sont rattachées au canton de Lisieux, les communes de Fauguernon, Firfol, Fumichon, Hermival-les-Vaux, Moyaux, Ouilly-du-Houley, Ouilly-le-Vicomte, Le Pin et Rocques à celui de Pont-l'Évêque.

### Anciennes communes
Les anciennes communes suivantes étaient incluses dans le canton de Lisieux-1 :
- Bouttemont, absorbée en 1824 par Ouilly-le-Vicomte.
- Courtonnel, absorbée en 1825 par Cordebugle.
- Villers-sur-Glos, absorbée en 1825 par Glos.
- Les Vaux, absorbée en 1825 par Hermival. La commune prend alors le nom de Hermival-les-Vaux.
- Cirfontaines, absorbée en 1825 par Marolles.
- Ouilly-la-Ribaude, absorbée en 1825 par Saint-Léger-du-Houley. La commune prend alors le nom de Ouilly-du-Houley.
- Saint-Pierre-de-Canteloup, absorbée en 1825 par Saint-Hippolyte-de-Canteloup.
- Saint-Hippolyte-de-Canteloup, partagée en 1841 entre Fumichon, L'Hôtellerie et Marolles.
- Saint-Jacques, partagée en 1960 entre Beuvillers, Hermival-les-Vaux, Lisieux, Ouilly-le-Vicomte et Rocques.

## Démographie
| 1962 | 1968 | 1975 | 1982 | 1990   | 1999   | 2006   | 2011   | 2012   |
| ---- | ---- | ---- | ---- | ------ | ------ | ------ | ------ | ------ |
| -    | -    | -    | -    | 11 701 | 12 011 | 13 212 | 13 715 | 13 612 |